# 五大堂
五大堂（ごだいどう）は、宮城県宮城郡松島町の景勝地松島にある仏堂。同町にある臨済宗妙心寺派の寺院・瑞巌寺の境外仏堂である。

## 歴史
日本三景の1つである景勝地・松島の景観上重要な建物であり、本州海岸に近い小島に建つ。伝承によれば大同2年（807年）、坂上田村麻呂が奥州遠征の際に、毘沙門堂を建立したのが始まりとされる。 
その後、円仁（慈覚大師）が延福寺（瑞巌寺の前身）を創建した際に仏堂を建立し、大聖不動明王を中央に東方降三世明王、西方大威徳明王、南方軍荼利明王、北方金剛夜叉明王の五大明王像を安置したことにより、五大堂と呼ばれるようになった。
現在の堂は、慶長9年（1604年）、伊達政宗が瑞巌寺の再興に先立って再建した。東北地方最古の桃山建築と言われており、現在、国の重要文化財に指定されている。
瑞巌寺は拝観料が必要であるが、五大堂は拝観料が無料である。

## 開帳

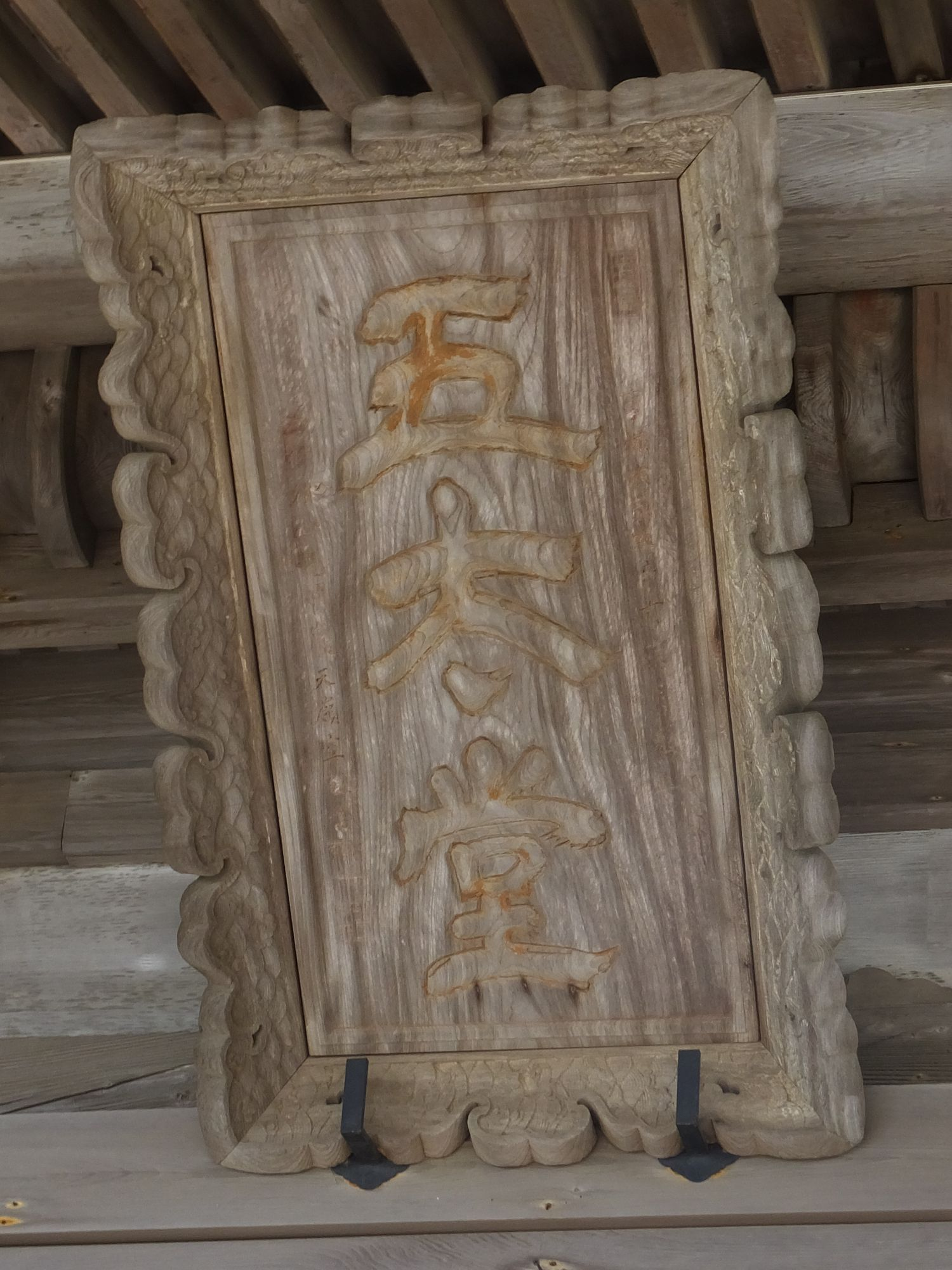
五大堂の扁額

本州と五大堂のある島とは橋で繋がっている。本尊の五大明王像は33年に1回開扉の秘仏で、21世紀に入ってからでは2006年（平成18年）8月18日～20日の3日間、「三聖堂、五太堂、日吉山王神社　三十三年御開帳」が開催された（堂の名は通常は「五大堂」と表記するが、前回の御開帳のときも「五太堂」という表記であった。五大堂の正面に掲げられている額に「五太堂」とあるが、筆の遊びで「大」が「太」になったといわれている）。
2016年（平成28年）9月10日～11月13日には、東日本大震災復興祈念事業として、三井記念美術館の特別展「松島瑞巌寺と伊達政宗」で五大明王像が出開帳されている。2018年（平成30年）4月6日～6月下旬には、瑞巌寺本堂落慶記念として瑞巌寺宝物館に出展されている。

## 文化財
- 五大堂（重要文化財）

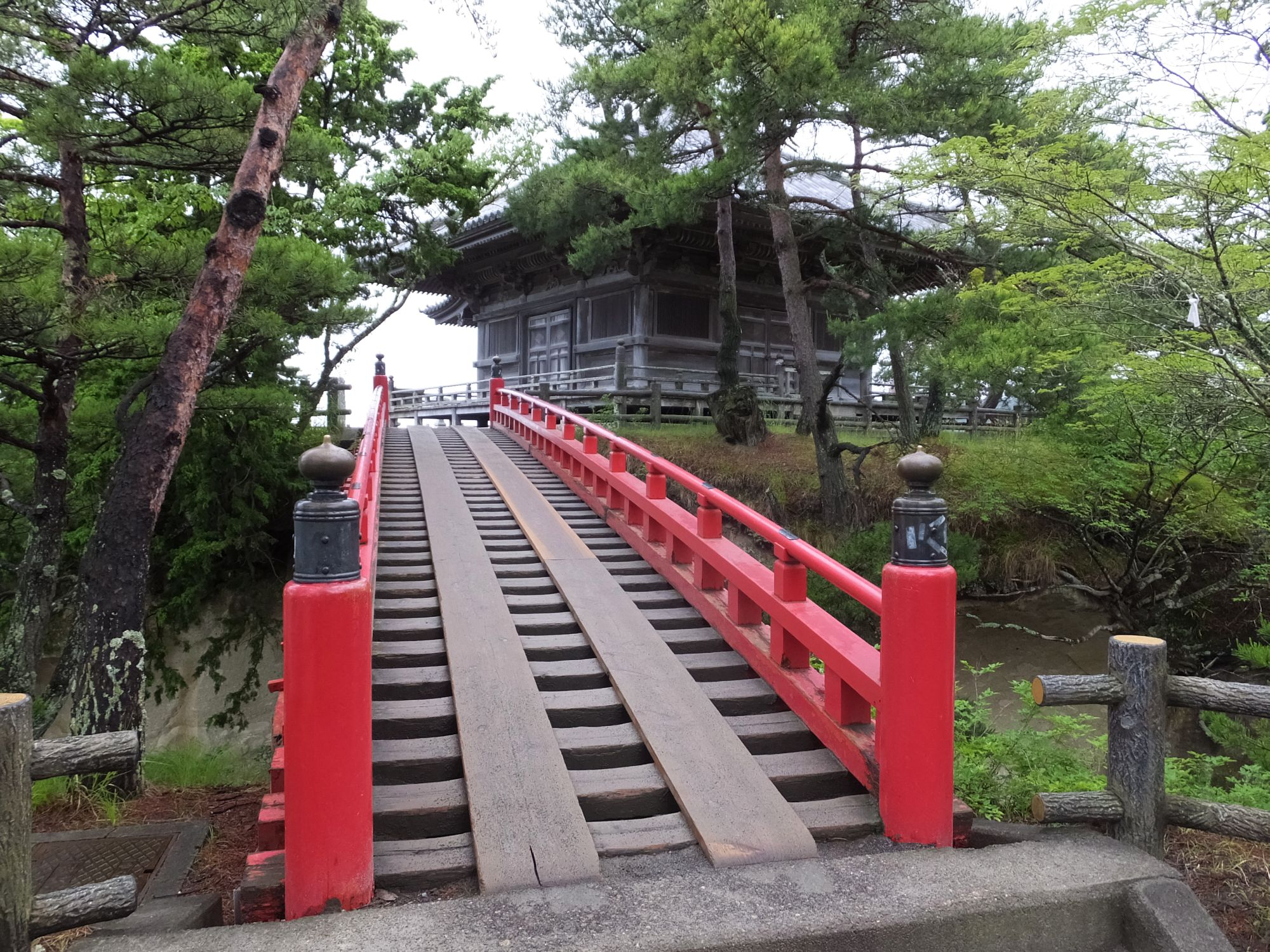
五大堂の小島に架けられたすかし橋

- すかし橋 - 五大堂が建立された小島に架けられた橋。橋げたの隙間から海が見え、五大堂へ行く際に足元を見て気を引き締めるために造られたと言われている。
- 木造五大明王像 - 33年に1回開扉の秘仏である。各像ともケヤキ材の一木造。不動明王像の像高64cm。作風から、平安時代中期の作で、中央（畿内）から持ち込まれたものではなく、地元で制作されたものと推定されている。1995年に国の重要文化財に指定された。